# Walt Frazier
Walter "Clyde" Frazier és un exjugador professional de bàsquet estatunidenc de la dècada dels 70. Va nàixer el 29 de març de 1945 a Atlanta, Geòrgia. Va jugar durant 13 temporades en l'NBA, deu d'elles per als New York Knicks. En l'actualitat és comentarista esportiu a la televisió.